# Arrondissement La Rochelle
La Rochelle is een arrondissement van het Franse departement Charente-Maritime in de regio Nouvelle-Aquitaine. De onderprefectuur is La Rochelle.

## Kantons
Het arrondissement was tot 2014 samengesteld uit de volgende kantons:
- kanton Ars-en-Ré
- kanton Aytré
- kanton Courçon
- kanton La Jarrie
- kanton Marans
- kanton La Rochelle-1
- kanton La Rochelle-2
- kanton La Rochelle-3
- kanton La Rochelle-4
- kanton La Rochelle-5
- kanton La Rochelle-6
- kanton La Rochelle-7
- kanton La Rochelle-8
- kanton La Rochelle-9
- kanton Saint-Martin-de-Ré

Na de herindeling van de kantons bij decreet van 27 februari 2014, met uitwerking op 22 maart 2015, is de samenstelling als volgt :
- kanton Aytré
- kanton Châtelaillon-Plage ( deel )( 5/8 )
- kanton Île de Ré
- kanton La Jarrie ( deel )( 12/14 )
- kanton Lagord
- kanton Marans
- kanton La Rochelle-1
- kanton La Rochelle-2
- kanton La Rochelle-3